# Luolong
Luolong är ett stadsdistrikt i Luoyang i Henan-provinsen i norra Kina.
De världsarvsskyddade Longmengrottorna är belägna i distriktet.